# Develier
Develier (toponimo francese) è un comune svizzero di 1 385 abitanti del Canton Giura, nel distretto di Delémont.

## Monumenti e luoghi d'interesse

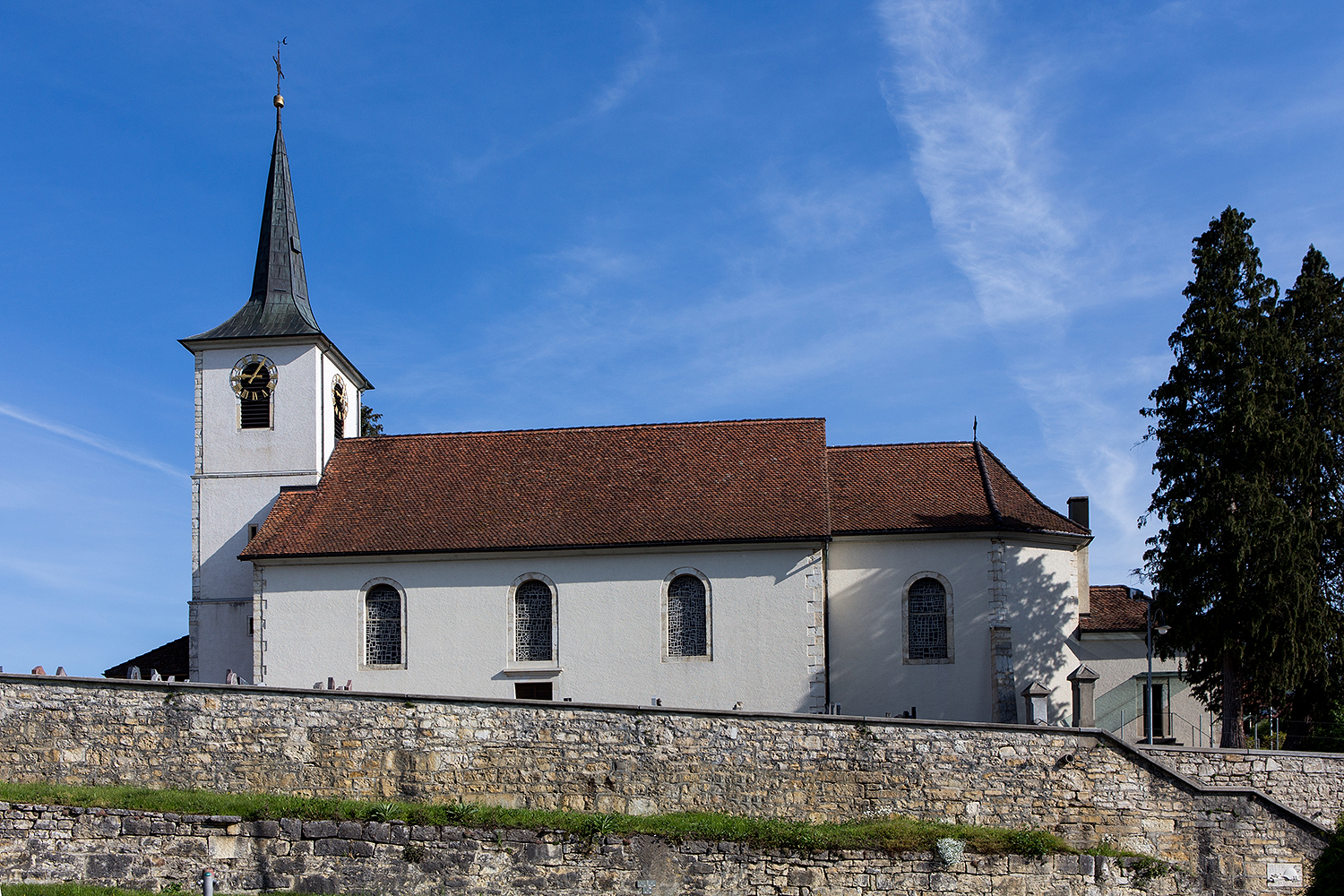
La chiesa di Saint-Imier

- Chiesa cattolica di Saint-Imier, attestata dal 1239 e ricostruita nel 1751[1].

## Società

### Evoluzione demografica
L'evoluzione demografica è riportata nella seguente tabella:
Abitanti censiti

## Amministrazione
Dal 1853 comune politico e comune patriziale sono uniti nella forma del commune mixte (tranne che nel periodo 1867-1882).